# Доминика на Светском првенству у атлетици у дворани 2014.
Доминика је учествовала на Светском првенству у атлетици у дворани 2014. одржаном у Сопоту од 7. до 9. марта девети пут. Репрезентацију Доминике представљао је један атлетичар, који се такмичио у трци на 400 метара.,
На овом првенству Доминика није освојила ниједну медаљу. Није било нових националних, личних ни рекорда сезоне.

## Учесници
Мушкарци:
- Ерисон Хуртолт — 400 м

## Резултати

### Мушкарци
| Атлетичар      | Дисциплина | Лични рекорд | Квалификација | Квалификација | Полуфинале           | Полуфинале           | Финале               | Финале       | Детаљи |
| Атлетичар      | Дисциплина | Лични рекорд | Резултат      | Место         | Резултат             | Место                | Резултат             | Место        | Детаљи |
| -------------- | ---------- | ------------ | ------------- | ------------- | -------------------- | -------------------- | -------------------- | ------------ | ------ |
| Ерисон Хуртолт | 400 м      | 46,34        | 47,25         | 5. у гр. 1    | Није се квалификовао | Није се квалификовао | Није се квалификовао | 19 / 25 (27) |        |